# Indipendentismo
L'indipendentismo è il fenomeno politico caratterizzato dal rivendicare l'indipendenza di un territorio dalla sovranità di uno Stato; spesso si usa anche il termine separatismo o secessionismo. Può essere di matrice ideologica, di stampo religioso, culturale o politico.
L'atto giuridico dichiarativo dell'avvenuto, o presunto, mutamento di sovranità è detto "dichiarazione d'indipendenza".
Un fenomeno pur analogo, ma da ritenere distinto, in quanto meno radicale negli scopi e in genere fondato su considerazioni di diversa natura, è l'autonomismo, che si prefigge come scopo l'ottenimento di maggiori poteri nell'amministrazione di una località che rimane comunque sottoposta alla sovranità dello Stato.
È da notare che i fenomeni di indipendentismo spesso si basano sulla rivendicazione del principio di autodeterminazione dei popoli, così come è riconosciuto nel diritto internazionale, e fondano la legittimità di tali rivendicazioni sulla storicità di una passata indipendenza del territorio o su una specificità culturale del popolo che lo abita. Talvolta essi fanno ricorso al principio ed all'idea dello Stato-nazione, rivendicando l'esistenza uno Stato sovrano per ogni diversa nazione compresa all'interno di uno Stato.